# Seznam titulárních polských králů

Znak Polského království

Toto je Seznam titulárních polských králů. Po zavraždění posledního mužského příslušníka z legitimní linie rodu Přemyslovců Václava III. se polským králem stal Vladislav I. Lokýtek, ale titul polského krále užívali také příští čeští králové, přestože v Polském království fakticky nevládli. Posledním titulárním polským králem byl Jan Lucemburský, který na polský královský titul rezignoval roku 1335 po dohodě s Lokýtkovým synem Kazimírem III. na panovnickém kongresu v Trenčíně (takzvaná trenčínská smlouva). Kazimír Janovi zároveň vyplatil až 30 000 kop pražských grošů.
- Jindřich Korutanský (1306), také český král, tyrolský hrabě a korutanský vévoda, syn Menharda II.
- Rudolf Habsburský (1306–1307), také český král a předtím rovněž rakouský a štýrský vévoda, předčasně zemřelý syn Albrechta I.
- Jindřich Korutanský (1307–1310) – opět po smrti Rudolfa Habsburského, znovu také český král.
- Jan Lucemburský (1310–1335), také český král a lucemburský hrabě, syn Jindřicha VII.